# Hypergonadotroper Hypergonadismus
Der Hypergonadotrope Hypergonadismus ist eine Störung der Sexualhormone, eine sekundäre Form einer hormonproduzierenden (endokrinen) Überfunktion der weiblichen oder männlichen Keimdrüsen (Hypergonadismus) mit erhöhten Gonadotropinen im Blutserum.

## Ursache
Als Ursache kommen Androgenresistenz, Komplette Androgenresistenz, Störung am Östrogenrezeptor, Behandlung mit Gonadotropinen, GnRH-Agonisten sowie ektopisch gonadotropin produzierende Karzinome und das RIN2-Syndrom infrage.

## Diagnostik
Im Serum sind sowohl die Gonadotropine follikelstimulierendes Hormon (FSH) und luteinisierendes Hormon (LH) als auch das Testosteron abnormal erhöht.